# プラズモニック太陽電池
プラズモニック太陽電池（ぷらずもにっくたいようでんち）は、プラズモンを使用して光から電気に変換する効率を高める太陽電池。

## 概要
従来の太陽電池では半導体材料の吸収係数により入射した光子の一部しか電気に変換できていなかった。ナノ粒子を太陽電池の表面に薄く分散させることで局在表面プラズモンにより吸収係数が高まり、変換効率が高まる。グラフェンと金属ナノ粒子を結合させたところ、光電変換能力が20倍超に向上した。

## 用途
従来の太陽電池の効率を高める用途が考えられる。

## 原理
太陽電池の表面にナノ粒子を薄く分散させることにより表面プラズモン共鳴により光の吸収係数が高まり変換効率が向上する。半導体の太陽電池よりも薄膜太陽電池や色素増感太陽電池に適用した方が吸収係数が高まるため高効率化に効果がある。起電圧は、伝導層のバンドギャップとナノ粒子と接触する電解質の電位に依存する。

## 特徴
- 従来の薄膜太陽電池や色素増感太陽電池に適用することで変換効率が向上する。
- シリコン太陽電池だけでなく有機太陽電池等、各種の太陽電池に適用可能。